# Estación de Russin
La estación de Russin es una estación ferroviaria de la comuna suiza de Russin, en el Cantón de Ginebra.

## Historia y situación
La estación de Russin fue inaugurada en el año 1858 con la puesta en servicio de la línea Lyon-Perrache - Ginebra.
Se encuentra ubicada en las afueras del este del núcleo urbano de Russin. Cuenta con dos andenes laterales a los que acceden dos vías pasantes.
En términos ferroviarios, la estación se sitúa en la línea Lyon-Perrache - Ginebra. Sus dependencias ferroviarias colaterales son la estación de La Plaine hacia Lyon-Perrache y la estación de Satigny en dirección Ginebra.

## Servicios ferroviarios
Los servicios ferroviarios de esta estación están prestados por SBB-CFF-FFS:

### Regionales
A la estación llegan los trenes regionales que cubren el trayecto hasta Ginebra con unas frecuencias de paso que se aproximan a la de un servicio de cercanías.
- R Ginebra-Cornavin - La Plaine